# Григорій Бостунич
Бостунич (справжнє прізвище — Шварц) Григорій Васильович (Вільгельмович; псевдонім — Доктор Грегор або Маркіз Поза; нар. 19 листопада 1883, Київ — пом. імовірно, 1945) — український драматург, видавець і дослідник масонства німецького походження.

## Біографія

### Ранні роки і походження
Народився в Києві у сім'ї страхового чиновника Вільгельма-Бартольда Шварца. У 1915 році прийняв прізвище діда з боку матері (офіційно — Давид Бостунов). У 1903 році закінчив 4-ту Київську гімназію, а у 1908 — юридичний факультет Київського університету. Понад 8 років працював адвокатом з кримінальних справ.
Шварц-Бостунич походив із аристократичної німецько-балтійської сім'ї з Риги за батьківською лінією, а батьки матері, Марії Бостунич, за його власним твердженням, були родом із Сербії та Баварії. У найрізноманітніших біографіях є неодноразова згадка про те, що він перебував у Німеччині перед Першою світовою війною, проте його точне місцезнаходження довести неможливо.
Літературну діяльність почав у 1905 році спершу як автор водевілів. Згодом видавав журнали «Киевский набат» (1906, 2 випуски, підписані псевдонімом Грегуар Ле-Нуар), «Киевский театрал» (1906—1907), «Арсетвита» (1910) та «Киевский звонок». У 1909 році заснував видавництво «Гонг», у 1910 — газету «Южная копейка». На «злобу дня» написав трагедію «Любов імператриці: Коронована зрадниця» (1917) та драму «Ремесло Юди» (1917). Викладав у Київському музично-драматичному інституті імені М. Лисенка, Драматичній консерваторії, на кінокурсах Азагарова, студії «Дніпросоюзу». 
У серпні 1914 року сім'я Шварц-Бостунич перебувала в Бад-Кіссінгені, де їх застав початок війни. Сім'я була інтернована німецькою владою і зрештою депортована до Росії.
Під час Жовтневого перевороту вступив у конфлікт із комуністами. Брав участь на боці білогвардійських генералів Денікіна і Врангеля в Громадянській війні в Росії. Крім іншого, був агітатором військ, що борються з більшовиками. Після поразки спочатку втік на Балкани, а згодом прибув до центральної Німеччини.

### Німецький період

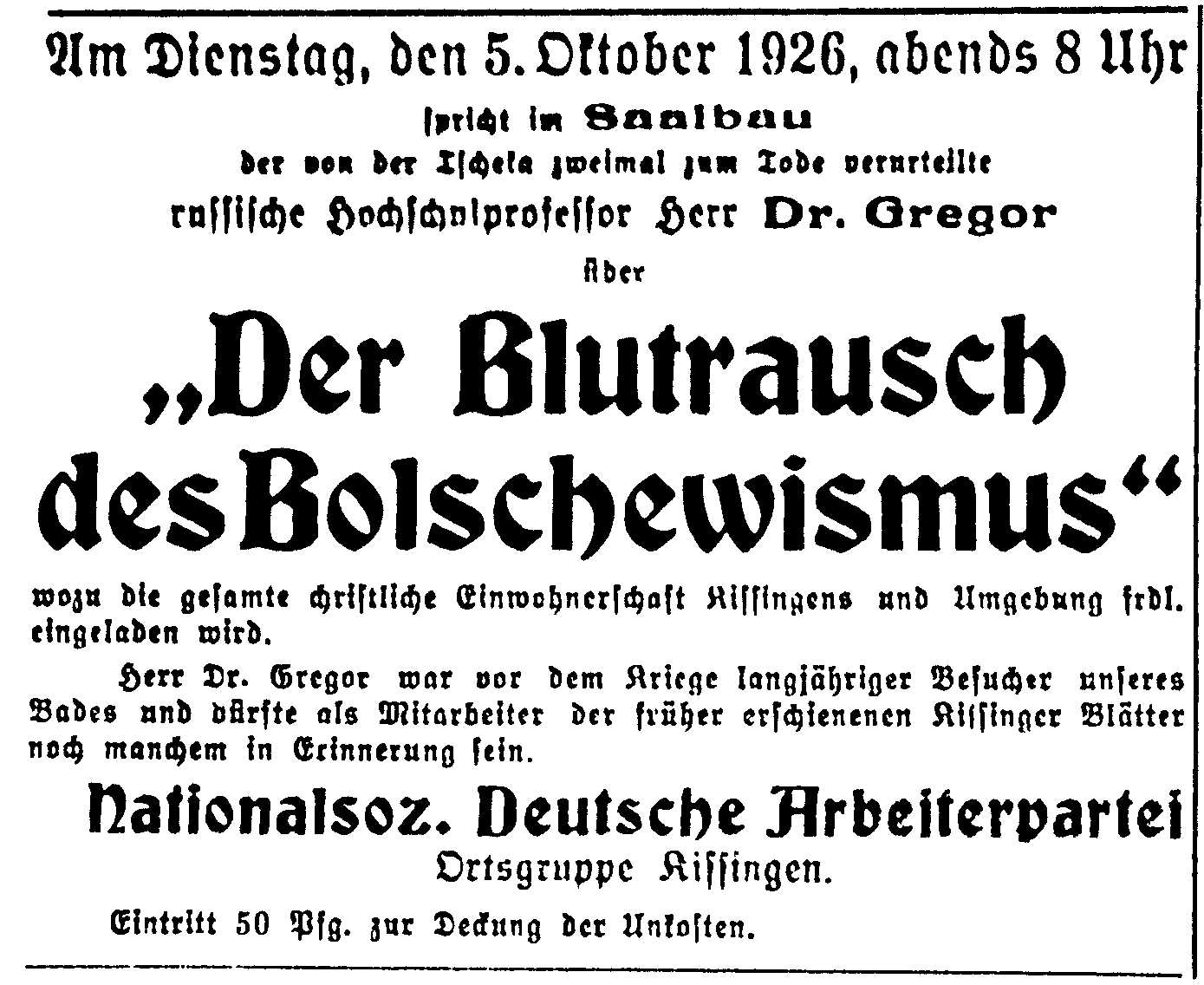
Реклама зустрічі НСДАП зі Шварцем-Бостуничем під псевдонімом Доктор Грегор в газеті «Заале»

В Німеччині Шварц-Бостунич відносно швидко встановив контакти з відповідними колами. Документально підтверджено зв'язки як із так званим «Кобургським гуртком», так і з ранніми націонал-соціалістами (як-от з Максом Ервіном, одним із перших соратників Гітлера). Вперше з'явився в Мюнхені у 1922 році, де також вступив у контакт із Гітлером, Розенбергом і НСДАП. Почалася його лекторська робота, якою він, очевидно, заробляв на життя. Він також опублікував велику кількість книг і публікацій, серед яких п'єса про ЧК «Останній подих ката», видана у журналі «Луч света». 
Лекції та книжки Шварца-Бостунича здебільшого були присвячені темі так званої «єврейсько-більшовицької світової змови», окультизму і масонству. У жовтні 1932 року, наприклад, він прочитав у Нойштадті-на-Айше в Центральній Франконії лекцію про панування терору в Росії під час революції. У своїй найбільш широко використовуваній книзі про масонство він також описує архітектурні деталі Вюрцбурзького собору, що дає змогу зробити висновки про його місцеві знання північної Баварії. Одним з його місць проживання в цей час був Ерфурт.
Співпрацював з Альфредом Розенбергом. Шварц-Бостунич неодноразово публікував нариси в щомісячному і щоквартальному журналі «Вельткампф» — однією з перших ідеологічних кузень НСДАП, яку очолював головний ідеолог партії Розенберг. Він також був особистим другом журналіста-антисеміта Ульріха Флейшхауера, з яким він тісно співпрацював. Крім того, Шварц-Бостунич опублікував майже 700-сторінкову книжку «Єврейський імперіалізм» у видавництві Теодора Фріча, який теж був другом Фляйшгауера. У цій псевдонауковій та антисемітській праці Шварц-Бостунич, серед іншого, закликав до депортації всіх євреїв на Мадагаскар.
Після переходу влади до Гітлера і націонал-соціалістів Шварц-Бостунич зробив визначну кар'єру в СС, був принаймні тимчасово співробітником Аненербе і став членом НСДАП (членський номер 859 390). З квітня 1935 року, завдяки втручанню Гіммлера, тимчасово був членом новоствореної служби безпеки СС у званні гауптштурмфюрера СС. Там він працював у відділі II 111 Головного управління СД, де, як передбачуваний фахівець з єврейства, масонства, підривних сект і більшовизму, відповідав за створення масонського музею. До числа його підлеглих входили, серед іншого, також Адольф Айхман, який пізніше описав його як начальника і вчителя, через якого він уперше серйозно зайнявся юдаїзмом. Усього за шість місяців Шварц-Бостунич був знятий зі своєї посади Гейдріхом. 
Шварц-Бостунич отримав негативну рецензію, підготовлену II відділом єврейства на його антимасонську брошуру «На шляху до світового панування». Спікер СД поскаржився, що книжка містить «надлишки вільних оповідань», і припинив випуск видання. Зрештою Гейдріх також домігся заборони Шварцу-Бостуничу носити однострій і заборонив подальші виступи. Шварц-Бостунич остаточно вийшов на пенсію 1937 року через численні проблеми зі здоров'ям. У січні того ж року отримав звання оберштурмбанфюрера СС.
З 1943 року заборону на носіння уніформи Шварц-Бостуничем було знято. У 1944 році він отримав звання штандартенфюрера СС. Під час Другої світової війни він неодноразово намагався донести до гестапо на таких людей, як Герхарт Гауптман, за ймовірну причетність до масонів, але зазнав поразки. Зрештою офіс Розенберга помістив його в замок Ердмансдорф у Сілезії. До кінця Другої світової війни він намагався врятувати свою велику бібліотеку юдаїки, окультизму і масоніки від бомбардувань.

### Зникнення
Останньою відомою подією у життя Шварца-Бостунича є підвищення його до звання штандартенфюрера СС Генріхом Гіммлером. Це сталося 9 листопада 1944 року, у знаменну для нацистів дату гітлерівського путчу в Мюнхені. До останніх слідів Шварца-Бостунича також належать кілька листів із доносами від 11 січня 1945 року. Про його місцезнаходження нічого не відомо. У травні 1946 року його ім'я востаннє з'явилося у списку полонених офіцерів СС, складеному Верховним командуванням американських збройних сил, що зберігається в московському архіві.

## Творчий доробок
- З вразеського полону. Нариси врятованого. «Історія поневірянь російського журналіста в Німеччині». Петроград, 1915.
- Море Крові. Мюнхен, 1926 (написано під псевдонімом Доктор Грегор).
- Масонство. Веймар, 1928.
- Більшовизація світу. Мюнхен, 1929.
- Доктор Штайнер, неперевершений шахрай. Глава про антропософію і духовну плутанину «лжепророків». Мюнхен, 1930.
- Єврейський імперіалізм — 3000 років єврейських секретних шляхів досягнення світового панування. Ландсберг-ам-Лех, 1935.
- Єврей і жінка. Теорія і практика єврейського вампіризму, експлуатації та зараження народів, що приймають. Берлін, 1939.